# Iouri Chaporine
Iouri Aleksandrovitch Chaporine (en russe : Юрий Александрович Шапорин), né le 27 octobre 1887 (8 novembre 1887 dans le calendrier grégorien) à Gloukhov (dans l'Empire russe, aujourd'hui en Ukraine) et mort le 9 décembre 1966 à Moscou, en Union soviétique, est un compositeur et pédagogue soviétique.

## Biographie
Fils d'un artiste peintre, Iouri Chaporine apprend à jouer du violoncelle dans son enfance et fait partie de l'orchestre du gymnasium de Gloukhov. Il compose également quelques morceaux de musique classique. Sur le conseil de son père, il intègre la faculté juridique de l'Université nationale Taras-Chevtchenko de Kiev en 1906. Parallèlement il prend les leçons de composition et de théorie musicale chez Grigori Lubomirski (ru). Deux ans plus tard, avec la recommandation de Mykola Lyssenko Chaporine arrive à Saint-Pétersbourg et poursuit ses études à la faculté juridique de l'Université d'État de Saint-Pétersbourg. Il essaye de passer le concours d'entrée du Conservatoire Rimski-Korsakov, mais ne le réussit qu'en 1913, après l'obtention de son diplôme de juriste.
Il est admis dans la classe de composition de Nikolaï Sokolov, dans la classe d'orchestration de Maximilian Steinberg et dans la classe de partition de Nicolas Tcherepnine. Son style se forme à cette époque, sous influence de la musique classique russe et tout particulièrement Nikolaï Rimski-Korsakov.
Diplômé du conservatoire en 1918, il devient une figure remarquable de la vie musicale de Pétrograd. L'année suivante, avec Anatoli Lounatcharski, Alexandre Blok et Maxime Gorki, il prend part active à la fondation du Grand Théâtre dramatique où il assure la fonction de directeur artistique jusqu'en 1928. Il collabore également avec le théâtre Ad Liberum de Petrozavodsk en 1921-1922. De 1928 à 1934, il travaille au Théâtre Alexandra où il contribue à l'adaptation des œuvres de Tolstoï, Blok, Zamiatine, Maïakovski, Fedine, Gorki. Il fait connaissance de Boris Assafiev, l'un des fondateurs de la section léningradoise de l'Association pour la musique contemporaine. Après la dissolution de l'association, plusieurs de ses membres y compris Chaporine intègrent la section léningradoise de l'Union des compositeurs soviétiques. Il vit à Kline en 1935, mais déménage sur Moscou en 1936. Il veut monter un opéra d'après La Mère de Maxime Gorki, mais la mort de l'écrivain empêche ce projet de se réaliser. En 1939, il devient professeur de la classe d'orchestration, puis, en 1945, professeur de la classe de composition au Conservatoire Tchaïkovski de Moscou.
En 1925-1936, il est élu membre du comité éditorial de la maison d’édition Triton, dont l’activité principale originelle est la production et la diffusion des partitions et de la littérature musicale.
En 1941-1942, il dirige l'ensemble musical de l'Armée rouge à Naltchik et à Tbilissi où il se trouve évacué à cause des opérations militaires sur le Front de l'Est. Il compose la musique des films Minine et Pojarski (1939), Souvorov (1941), Koutouzov (1944). Dans les années d'après-guerre, il se tourne vers la musique vocale. Après avoir achevé en 1953, son opéra Décembristes (Декабристы) commencé dans les années 1920, il réduit significativement son activité de compositeur, préférant se consacrer à l'enseignement et à la critique musicale. On retrouve parmi ses élèves au conservatoire Tchaïkovski Ievgueni Svetlanov, Rodion Chtchedrine, Andrei Volkonski, Sándor Kallós et Edouard Artemiev. À partir de 1952, il est secrétaire de l'Union des compositeurs soviétiques. Membre de la branche soviétique du Conseil mondial de la paix depuis 1955.
Mort à Moscou le 9 décembre 1966, Iouri Chaporine est enterré au cimetière de Novodevitchi.

## Brève liste d'œuvres
- Sonates pour piano (au moins deux : la Sonate no 1, opus 5, publiée vers 1924, la Sonate no 2, opus 7, est publiée vers 1929)
- Symphonie pour chœur et orchestre, opus 11, terminée en 1932 et créée à Londres par Albert Coates et l'Orchestre symphonique de la BBC
- Dans la plaine de Koulikovo (On the Field of Kulikova) : cantate, opus 14
- The Story of the Struggle for the Russian Soil opus 17 (enregistré chez HMV en 1970)
- How long shall the kite fly? : oratorio pour baryton, mezzo-soprano, chœur et orchestre, opus 20
- Pièces pour violoncelle et piano, opus 25
- Ballade pour piano, opus 28
- Dekabristy (Les Décembristes), opéra, terminé en 1953

## Distinctions et récompenses
- Prix Staline de 1re classe (1941) : pour la symphonie-cantate Dans la plaine de Koulikovo
- Ordre du Drapeau rouge du Travail (1943)
- Ordre de l'Étoile rouge (1944)
- maître émérite des arts de la RSFSR (1944)
- Prix Staline de 1re classe (1946) : pour l'oratorio The Story of the Struggle for the Russian Soil
- Artiste du peuple de la RSFSR (1947)
- Prix Staline de 1re classe (1952) : pour les romances Pod nebom goloubym, Zaklinanie, Ossenni praznik, Pod vetcher priletali et l'adaptation des chansons folkloriques Bourlatskaïa, Ne odna v pole dorojenka, Nichto v pole ne kolychetsa
- Artiste du peuple de l'URSS (1954)
- Ordre de Lénine (1957, 1966)
- Prix d’État de la RSFSR Glinka (1966) : pour l'opéra Les Décembristes (1953) et l'oratorio Dokole korchounou kroujitsa